# Murchisonelloidea
Murchisonelloidea zijn een superfamilie van slakken.

## Taxonomie
De volgende families zijn bij de superfamilie ingedeeld:
- † Donaldinidae Bandel, 1994
- Murchisonellidae Casey, 1904

### Synonieme
- Ebalidae Warén, 1995 => Ebalinae Warén, 1995